# Sulawesi-Spitzzahnflughund

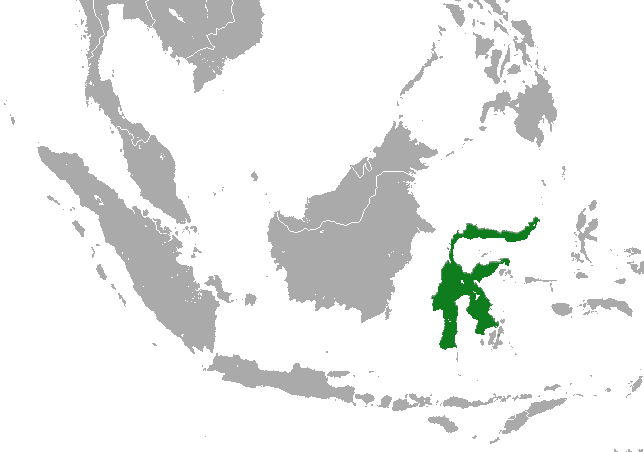
Verbreitungsgebiet des Sulawesi-Spitzzahnflughundes

Der Sulawesi-Spitzzahnflughund (Harpyionycteris celebensis) ist ein auf Sulawesi endemisch verbreitetes Fledertier in der Familie der Flughunde. Die Population galt zeitweilig als Unterart des Whitehead-Spitzzahnflughundes (Harpyionycteris whiteheadi).

## Merkmale
Wie beim Whitehead-Spitzzahnflughund haben die unteren Eckzähne drei Höcker und die Backenzähne fünf oder sechs Höcker. Der deutsche Name bezieht sich auf die spitzen Eckzähne. Mit einer Kopf-Rumpf-Länge von 117 bis 153 mm, einer Unterarmlänge von 70 bis 91 mm und einem Gewicht von 85 bis 141 g ist die Art ein mittelgroßer Flughund. Ein Schwanz fehlt, die Hinterfüße sind 22 bis 27 mm lang und die Länge der Ohren beträgt 19 bis 21 mm. Das Gesicht ist durch kurze röhrenförmige Nasenöffnungen und eine dreieckige Warze auf der Unterlippe gekennzeichnet. Das Fell ist nur auf dem Kopf kurz und ansonsten lang und hat eine dunkelbraune Farbe. An kleineren Stellen der schwarzbraunen Flughaut kommen weiße Punkte vor. Die Zahnformel lautet I 1/1, C 1/1, P 3/3, M 2/3, was 30 Zähne im Gebiss ergibt.

## Verbreitung und Lebensweise
Die Art bewohnt ganz Sulawesi und einige vorgelagerte Inseln. Sie hält sich im Flachland und in Gebirgen bis 2100 Meter Höhe auf. Der Sulawesi-Spitzzahnflughund lebt in Wäldern und besucht Plantagen mit Cocasträuchern. Er ist meist in Fluss- oder Küstennähe zu finden.
Die Exemplare ruhen vermutlich nicht in Höhlen, obwohl ihre Verstecke unbekannt sind. Sie ernähren sich wie andere Flughunde von Früchten. Aufgrund der scharfen Zähne wird angenommen, dass dieser Flughund Früchte mit harter Schale frisst. Trächtige Weibchen mit einem Embryo sind von Januar und September bekannt. Vermutlich sind Weibchen nach sechs Monaten ausgewachsen.

## Gefährdung
Die Umwandlung von Wäldern in Ackerland kann sich regional negativ auswirken. Die IUCN schätzt ein, dass sich die Gesamtpopulation in den Jahren zwischen 2015 und 2030 um 25 bis 29 Prozent verringern wird und listet den Sulawesi-Spitzzahnflughund in der Vorwarnliste (near threatened).